# Carlo Romano
Carlo Romano (Livorno, 8 de mayo de 1908-Roma, 16 de octubre de 1975) fue un actor, actor de voz y guionista italiano.
Aparte de su vasta carrera en su país natal, allí se le pudo escuchar incluso en más obras cinematográficas, ya que era uno de los actores de doblaje más populares de Italia; siendo la voz recurrente de Ernest Borgnine, Marlon Brando, Fred Astaire, Jerry Lewis, Edward Andrews y John Mills. Además de un inmenso trabajo televisivo, cabe mencionar su labor para la radio y como locutor de documentales y reportajes.

## Filmografía selecta
- L'ultima avventura (1932)
- La signora di tutti (1934)
- Sotto la croce del sud (1938)
- Giuseppe Verdi (1938)
- Partire (1938)
- La voce senza volto (1939)
- I figli del marchese Lucera (1939)
- Io, suo padre (1939)
- Papà per una notte (1939)
- Follie del secolo (1939)
- Cavalleria rusticana (1939)
- Il socio invisibile (1939)
- Il ponte di vetro (1940)
- Il capitano degli ussari (1940)
- Un marito per il mese di aprile (1941)
- Scampolo (1941)
- Fra Diavolo (1942)
- Giarabub (1942)
- La bisbetica domata (1942)
- Musica proibita (1942)
- Quattro passi fra le nuvole (1942)
- Ho tanta voglia di cantare (1943)
- I dieci comandamenti (1945)
- La vita ricomincia (1945)
- L'adultera (1946)
- Sinfonia fatale (1947)
- Campane a martello (1949)
- La rosa di Bagdad (1949)
- Cavalcata d'eroi (1950)
- Prima comunione (1950)
- Domani è troppo tardi (1950)
- Luces de variedades (1950)
- Bellezze in bicicletta (1951)
- Arrivano i nostri (1951)
- Totò terzo uomo (1951)
- Anema e core (1951)
- Gli innocenti pagano (1952)
- Tormento del passato (1952)
- Bellezze a Capri (1952)
- Cinque poveri in automobile (1952)
- Città canora (1952)
- Primo premio: Mariarosa (1952)
- Cani e gatti (1952)
- La domenica della buona gente (1953)
- Le infedeli (1953)
- Los inútiles (1953)
- Fermi tutti... arrivo io! (1953)
- Via Padova 46 (1953)
- El enemigo público número 1 (1953)
- Questa è la vita (1954)
- La spiaggia (1954)
- Accadde al commissariato (1954)
- Una parigina a Roma (1954)
- Il cardinale Lambertini (1954)
- Lacrime d'amore (1954)
- L'amico del giaguaro (1959)
- Ciao, ciao bambina! (1959)
- Lupi nell'abisso (1959)
- Le ambiziose (1961)
- Carmen di Trastevere (1962)
- Dos toreros de aúpa (1964)
- West and Soda (1965) (voz)
- Indovina chi viene a merenda? (1969)
- Il venditore di palloncini (1974)
- Il nano e la strega (1975) (voz)
- El señor Rossi busca la felicidad (1976) (voz)